# Seleniuro de plata
El seleniuro de plata (Ag2Se) es el producto de reacción que se forma al tonificar con selenio los papeles fotográficos de gelatina de plata análogos en la tonificación de impresiones fotográficas. El tóner de selenio contiene selenita de sodio (Na2SeO3) como uno de sus ingredientes activos, que es la fuente del anión seleniuro (Se2-) que se combina con la plata en el proceso de tonificación.
Se encuentra en la naturaleza como el mineral naumannita, un mineral de plata comparativamente raro que, sin embargo, se ha reconocido como importante compuesto de plata en algunos minerales de plata con bajo contenido en azufre de minas de Nevada e Idaho.

## Estructura
El seleniuro de plata tiene dos fases cristalinas en el diagrama de fases. A bajas temperaturas, presenta una estructura ortorrómbica, β-Ag2Se. Esta fase ortorrómbica, estable a temperatura ambiente, es un semiconductor de brecha estrecha, con el grupo espacial P212121. El tamaño exacto de la brecha de banda se ha calculado entre 0,02 eV y 0,22 eV.
También existe una fase cúbica de alta temperatura, α-Ag2Se, en la que se transforma a temperaturas superiores a 130 °C. Esta fase de alta temperatura tiene el grupo espacial Im3m, nº 229, símbolo de Pearson cI20. La transición de fase aumenta la conductividad iónica 10.000 veces, hasta aproximadamente 2 S/cm.